# 西关清真寺 (北京)
39°54′04″N 116°38′07″E / 39.901165529°N 116.6353777°E
西关清真寺，位于北京市通州区玉带河西街，是一座伊斯兰教清真寺。

## 简介
西关清真寺原址位于通州区西关大街98号。后因城市建设，原址拆除，向南迁移到北苑商务区的玉带河西街西部路北重建。
2012年5月11日，西关清真寺新址举办重建工程开工仪式。通州区民族宗教办民族宗教科科长李鹏，通州区伊斯兰教协会会长张俊胜、副会长何福田、秘书长穆德英及通州区9所清真寺的阿訇、民主管理委员会成员、乡老代表等100多人参加仪式。开工仪式由穆德英主持，西关清真寺民主管理委员会主任李金全、乡老代表居月新发言。西关清真寺老阿訇马振东为开工赠送“堵啊宜”牌匾，带领穆斯林群众念“喜邦克”。
2013年，通州区伊斯兰教协会依照《北京市清真寺民主管理办法》，征求西关清真寺民主管理委员会成员及乡老的意见，推选李茂峰、薛德旺等5人为新一届民主管理委员会成员，完成了西关清真寺民主管理委员会换届工作。2014年3月30日上午，西关清真寺落成投入使用。
移址重建后的西关清真寺为中式风格，占地面积从老寺的1960平方米扩大至2300平方米，建筑面积从老寺的2300平方米扩大至2900平方米。大殿可容纳400人同时做礼拜。